# Серпень 2003
Серпень 2003 — восьмий місяць 2003 року, що розпочався у п'ятницю 1 серпня та закінчився у неділю 31 серпня.

## Події
- 3 серпня — щонайменше 52 людей загинуло у результаті серії вибухів у Пакистані.
- 16 серпня — Іді Амін, вісім років правління якого в Уганді визнані диктатурою, помер у Саудівській Аравії.
- 29 серпня — у Суперкубку УЄФА італійський «Мілан» переміг португальський «Порту».